# استیون بونسال
استیون بونسال (۲۹ مارس ۱۸۶۵–۸ ژوئن ۱۹۵۱) یک روزنامه‌نگار آمریکایی، خبرنگار جنگ، نویسنده، دیپلمات و مترجم بود که برنده جایزه پولیتزر در تاریخ ۱۹۴۵ شد.

## اوایل زندگی
بونسال در سال ۱۸۶۵ در بالتیمور، مریلند متولد شد. وی در مدرسه سنت پاول در کنکورد، نیوهمپشایر تحصیل کرد. وی تحصیلات خود را در هایدلبرگ، بن و وین ادامه داد. او در مارس ۱۹۰۰ با هنریتا فرفکس موریس ازدواج کرد. بونسال زیاد سفر کرد. وی ادعا کرد که از همه کشورهای اروپا، آسیا (به استثنای ایران) و آمریکای جنوبی بازدید کرده‌است. 

## روزنامه‌نگاری
بونسال بعداً خبرنگار ویژه نیویورک هرالد (۱۹۰۷–۱۸۸۵) بود که گزارش از درگیری‌های نظامی از جمله:
- جنگ صرب و بلغارستان، ۱۸۸۵
- قیام مقدونی، ۱۸۹۰
- اولین جنگ چین و ژاپن، ۱۸۹۵
- قیام کوبایی، ۱۸۹۷
- جنگ اسپانیا و آمریکا، ۱۸۹۸
- اکسپدیشن امدادی چین، ۱۹۰۰
- سامار، باتانگاس، میندانائو، ۱۹۰۱
- ونزوئلا، شورش ماتاس، انسداد، ۱۹۰۳
- جنگ روسو-ژاپن، ۱۹۰۴–۱۹۰۵

## دیپلمات
در سال ۱۸۹۱–۱۸۹۶، بونسال به عنوان دبیر و شارژ مأموران دیپلماتیک ایالات متحده در پکن، سئول و توکیو فعالیت داشت. وی همچنین مدت کوتاهی داخل سفارت آمریکا در مادرید خدمت کرد.